# Desastre de Ryongchon
O desastre de Ryongchŏn foi um desastre de trem que ocorreu em 22 de abril de 2004 na cidade de Ryongchŏn, Coréia do Norte, perto da fronteira com a República Popular da China. Pelo menos 54 pessoas foram mortas, incluindo alguns cidadãos sírios.
O desastre ocorreu quando a carga inflamável explodiu na estação Ryongchon por volta das 13:00, horário local (04:00 GMT). A notícia foi divulgada pelos meios de comunicação sul-coreanos, que relataram que até 3.000 pessoas foram mortas ou feridas na explosão e nos incêndios subsequentes. O governo norte-coreano declarou estado de emergência na região, mas poucas informações foram divulgadas publicamente pelas autoridades da Coréia do Norte. Logo após o acidente, o governo cortou as linhas telefônicas para o resto do mundo.

## Efeitos
A Cruz Vermelha foi autorizada a entrar na área, em uma concessão incomum das autoridades norte-coreanas, tornando-se a única agência externa a ver a área do desastre. Segundo o relatório inicial da agência, 160 pessoas foram mortas e 1.300 ficaram feridas no desastre. No entanto, relatos oficiais registram no dia seguinte uma lista de 54 mortes e 1.249 feridos. Foi relatado que uma vasta área foi afetada, com alguns detritos transportados pelo ar caindo pela fronteira na China. (As imagens de satélite publicadas pela BBC pretendiam mostrar danos generalizados na cidade, mas depois foram retiradas - na verdade, mostram Bagdá de uma data anterior, e o forte contraste preto e branco foi mal interpretado. A Cruz Vermelha informou que 1.850 casas e edifícios foram destruídos e outros 6.350 foram danificados.
Em 23 de abril, as Nações Unidas receberam um pedido de ajuda internacional do governo da Coréia do Norte. Em 24 de abril, alguns diplomatas e trabalhadores humanitários foram autorizados a entrar no país para avaliar o desastre.

## Resposta do governo norte-coreano
De acordo com o desertor norte-coreano Thae Yong-ho, Kim Jong-il ordenou a execução de vários oficiais de transporte após o desastre.
A admissão inusualmente franca do acidente pelo governo norte-coreano pode ter sido um sinal de um degelo nas mãos da mídia controlada pelo partido no país, que é notório por ser um porta-voz e ser secreto. Quando o país sofreu secas no início dos anos 90, a inércia burocrática e a relutância em admitir o fracasso levaram a atrasos nos pedidos de ajuda externa e à morte de milhões de pessoas pela fome.